# Experiment člověk
Experiment člověk je česká antologie sci-fi povídek vydaná roku 1983, součást cyklu výborů ze světové sci-fi literatury vydávaného nakladatelstvím Svoboda. Obsahuje převážně tvorbu západních autorů (ale také z Polska, SSSR a NDR) z období 40. až 70. let 20. století. Tématem volně spojujícím všechna díla byl člověk a jeho vztah k jiným civilizacím, své budoucnosti, ale i minulosti. Povídky se navzájem značně liší délkou, některé jsou krátké, jiné mají spíše rozsah novely. Skoro třetinu objemu knihy pak zabírá soubor krimipovídek Gerta Prokopa z dystopické vize USA 21. století. 
Hlavním redaktorem publikace byl Ivo Železný, který také sám přeložil několik povídek. Pořadí vykazovalo určitou podobnost s jeho předešlým výborem Pozemšťané a mimozemšťané – i tuto antologii uváděla povídka Fredrica Browna následovaná dílem polského autora, ve větším počtu byla zařazena americká provenience, a rovněž tuto sestavu uzavírala povídka britského autora.

## Obsah
- Fredric Brown: Leze, leze po obloze (Pi in the Sky, 1945, přeložil J. Veis, 26 stran)
- Konrad Fiałkowski: Homo divisus (1979, přeložila Z. Koutenská, 102 stran)
- Øyvind Myhre: Mlha na Glyder-fachu (Tåke på Glyder Fach, 1977, přeložil I. Železný, 16 stran)
- Gilda Musová: Experiment žena (Esperimento donna, 1979, přeložila M. Nečasová, 64 stran)
- Gaku Konisi: Autosen (Sonĝoramo, 1976, z esperanta přeložil I. Železný, 8 stran)
- Arkadij a Boris Strugačtí: Pokus o útěk (Popytka k begstvu, 1962, přeložil O. Uličný, 88 stran)
- C. M. Kornbluth: Malý černý kufřík (The Little Black Bag, 1950, přeložil J. Veis, 26 stran)*
- Gert Prokop: Copak nohy se kradou? Kriminální příběhy z 21. století (Wer stiehlt schon Unterschenkel? Kriminalgeschichten aus dem 21. Jahrhundert, 1977, přeložil J. Pondělíček, 234 stran)
- Roger Zelazny: Růže pro kazatele (A Rose for Ecclesiastes, 1963, přeložil J. Veis, 36 stran)*
- Ursula K. Le Guinová: Svět je les, les je svět (The Word for World is Forest, 1972, přeložil J. Veis, 94 stran)
- Brian Aldiss: Vzpoura genů (Gene-Hive, 1958, přeložil I. Železný, 20 stran)[2]

* – vyšlo také ve výboru Síň slávy: Nejlepší sci-fi povídky 1947–1964 (1970, česky 2003)